# Université de Brighton
L'Université de Brighton est une université publique anglaise située à Brighton. Elle a été fondée en 1992, mais ses origines remontent à 1859. Elle est divisée en cinq campus implantés sur trois villes : Brighton, et deux autres à proximité, Eastbourne et Hastings.
Elle délivre un enseignement classique undergraduate et postgraduate couvrant un large domaine de spécialités, et possède notamment sa propre école de commerce classée parmi les cinq meilleures universités au niveau mondial en termes d'influence, grâce à la qualité de ses recherches en commerce et management. Ainsi, Brighton Business School est comprise dans les premiers 25 % du classement universitaire pour la branche de recherche.
La majorité des étudiants étant de nationalité anglaise, l'université attire cependant un grand nombre d'étudiants internationaux provenant de plus de 150 pays différents.

## Composantes
L'université est composée de six pôles :
- École de Commerce
- Faculté de médecine (BSMS)
- Faculté des sciences et d'ingénierie
- Faculté des arts
- Faculté de la santé et sciences sociales
- Faculté d'éducation et de sport

## Classements
- The Complete University Guide classe l'Université de Brighton 76 sur 126 pour l'année 2016[3].
- The Guardian classe l'Université de Brighton 67 sur 119 pour l'année 2016[4].

Les classements par filières placent également l'université aux rangs nationaux suivants:
- 12e en architecture
- 14e en pharmacie et pharmacologie
- 15e en médecine (BSMS)[2]

## Partenariats[5]
- Université de Californie à Berkeley (États-Unis)
- Université Clarkson (États-Unis)
- Université La Salle (États-Unis)
- Université Flinders (Australie)
- Université d'Ottawa (Canada)
- Université de Manipal (Inde)
- Université de Koç (Turquie)

## Anciens élèves
- Tara Brabazon (en)
- Emily Gravett
- Jessica Kellgren-Fozard
- Natasha Khan
- Hannah Waldron